# ラグナ・クラウン
『ラグナ・クラウン』は、三門鉄狼による日本のライトノベル。イラストは白田太が担当している。MF文庫J（メディアファクトリー）より2009年11月から2010年5月まで刊行された。第5回MF文庫Jライトノベル新人賞佳作受賞作。

## 登場人物

### ルルカ大隊（ルルカフォース）
ロック / ロックフィート・プルガトリオ
主人公。通称ロック。マキアート王立学院の問題児。かなりのバカでスケベだが、どこまでも真っ直ぐな少年。女子寮の女湯を覗くことを「勝負」と言い、全身全霊をかけているがいつも失敗している。毎回女子から酷い突込みを受けているせいか、打たれ強くダメージの回復も早い。
幼い頃、薔薇の悪魔に襲撃されたセヴィリアを助け、その時に姫を守ることを誓った。この襲撃の際に両親を失っている。
姫に捧げる神剣（セヴィリアンラグナ）
使用者であるロックが望んだものだけを切り裂くことができる巨大な剣を召喚する薔薇術。ありとあらゆるものを切断するため、防御不可の攻撃となる。剣の召喚は、自分の手の中だけではなく、ある程度離れた場所からも可能なため不意打ちや遠隔攻撃が可能。
セヴィリア＝ルルカ・ルルカ・マキアート
ヒロイン。マキアート王国の第一王位継承者にして王女。気が強く、プライドが高く、かなりの負けず嫌い。薔薇の悪魔討伐の参加を父親に認めてもらえず、自らの直属部隊ルルカ大隊を作り上げた。
王國（キングダム）
セヴィリアが皇女として振舞うことが条件で発動を許される薔薇術。範囲内にいる側近の薔薇術を飛躍的に増幅させることができる。
戴冠（ザ・クラウン）
薔薇術の源である薔薇の悪魔の毒を制御する能力。薔薇術を封印したり、強制的に使用させることができる。人間でありながら、薔薇の悪魔の組織を持つセヴィリアに許された、薔薇の悪魔を支配する能力。
マリア・ザ・ブラッディ
小柄な身体には不釣合いな巨乳の持ち主。両親を失った後、親戚中をたらいまわしにされ、どこですごしても疎まれた扱いを受けてきた。
自分を必要としてくれている「仲間」を求めるも、他人を簡単には信用できない性格となってしまった。霧の都ベイカーで自警団に所属していたが、5人の薔薇術士を殺害した罪に問われ懲役256年を言い渡された。セヴィリアとの契約により、無実を証明する代わりにルルカ大隊に所属することとなった。
クイーンの討伐後、正式に王立学院の生徒となる。
斬首趣味（ギロチンクラブ）
対象をギロチン台に掛け、斬首する強力な能力。発動した時点で相手の首（または肉体の一部分）がギロチンで拘束されるため、逃れる方法はない。
マツダ
セヴィリアに仕える毒舌メイド。常に礼節正しく振舞う少女だが、ロックに対してだけは酷い台詞を投げかけたりする。ギャグシーンではロックに能力を使った電撃を見舞う。後に内心では彼を認めている描写などを見せるようになる。
女王陛下の接客係（サウザンド・パーラメイド）
自分の分身を小型のぬいぐるみとして無数に召喚する。セヴィリアを守るためという制約によって強化され、発動を許された薔薇術。分身は電撃を放つ能力を持っている。ギャグシーンではロックに電撃を用いてツッコミを入れる。
セバスチャン
セヴィリアに仕える老執事。本名かどうかは不明。体術はかなりの腕前で、軽い身のこなしで相手の凶器を叩き落としたりできる。
鉄壁の布（イージスハンカチーフ）
セヴィリアを守るために制約し、発動を許された薔薇術。自身の周囲に、ありとあらゆる攻撃を弾き飛ばす防護壁を形成する。

### マキアート王国
フィオレンツィア＝グラン・グラン・マキアート
マキアート王国の現国王。年齢は97歳。十年前の大戦で負傷してしまい、身体の調子を崩してしまっている。だが、それでもまだ国王としての威厳と精神は失われておらず、薔薇の悪魔カイザー率いる一団と刺し違える覚悟をし、セヴィリアに国の行く末を任せようとした。
ロズウェル・ビートロンド
階級は公爵。マキアート王国の執政官であり、国王に告ぐ知名度の英雄。セヴィリアが薔薇術師になるまでは剣術の指南をしていたことがある。額から右目を通って耳の近くまである真っ直ぐな傷跡が特徴。薔薇術師ではない。
過去、薔薇の悪魔との戦で自国と他国の混成部隊を率いて幾度も勝利を収めるという功績を挙げている。その統率力は、軍幹部候補生の教本にまで記されているほど。戦争の前線に立つ機会が多い。
最終巻にて、カイザー率いる薔薇の悪魔軍団と一戦交えるが、結果は「全滅」。かろうじて、ビートロンド公爵と部下数十名だけは負傷しながらも帰還することができた。
バラッドロッド・パラディッソ
通称バラッド。ロックの天敵ともいえる少女。常に漆黒のマントを羽織り、まるで吸血鬼のような印象を与えている。基本的に敬語だが、感情的になりやすく、貴族ゆえに恐ろしく負けず嫌いでプライドが高い。いつも同級生の女子ふたりを取り巻きとして連れている。
極黒重界（ハイエンド・グラヴィティ）
腕を大きく振ることで重力の方向を操作する薔薇術。対象に重力波をかけて動けなくしたり、逆に弾き飛ばしてしまうことができる。1巻の冒頭では名前も容姿も描かれていなかったが、この薔薇術で女湯を覗きにきたロックに制裁を与えている。

### ベイカー自警団
ベイカーの街の守護を担うが薔薇術師に対する迫害意識があることから団員たちは正体を隠している。
レスター
自警団のリーダー。二十歳前後の若者だが、常に落ち着いた雰囲気をただよわせ、感情にとらわれることがない青年。
メリルボーン
通称メリル。長身で力も強く、ややレズビアンな態度を見せる女性。よくマリアの身体を触っているらしい。マリアのよき友人であり同僚として接していたが、自分が薔薇術師であることを隠していた。同じ薔薇術師でありながら、正体を隠さず自警団の皆と接するマリアのことを疎ましく思いつつも、好意を持っていることに苦しんでいた。
その後、同僚の薔薇術師から犯罪に手を染める話を持ちかけられ激昂して殺害。4人の術師を殺害し、最後に話を持ちかけた同僚を殺害。自身の薔薇術を用いてマリアに罪を着せた。マリアの有罪が確定した後は、牢獄塔に監禁し、自警団には「自分の家にかくまっている」と嘘を吐き、マリアと自警団の接触を断たせていた。
常に六尺丈を持ち歩き、中には仕込み刀が隠されている。鋭い刃とメリルの居合いにより、瞬時に対象の首を切断することができる。
サウジスの攻撃からマリアを庇い、胸を貫かれて死亡した。
粒状幻影（イリュージョンダスト）
その名の通り、幻影を生み出す能力。造形は雑だが、遠目から見れば人間だと思い込ませるくらいは可能。この能力を用いてサウジスの攻撃をかく乱し、マリアを含むルルカ大隊を救った。
ウェルズレイ
故人。薔薇術師であったが、ベイカーの人々に受け入れられるのをあきらめ、4人の仲間とメリルボーンに声をかけ、薔薇術を犯罪に用いろうと誘った。怒りに触れたメリルによって首を切断され、殺害されてしまった。

### 薔薇の悪魔
薔薇の女王（ローズ・クイーン）
通称クイーン、もしくはローズの名で呼ばれる。薔薇の悪魔の頭脳。1巻における黒幕的存在。帽子から髪、衣服、爪まで漆黒に染めている。幼い少女のような容姿だが、それは人間を欺くための擬態。93年前、この世界に飛来したクイーンは幼い少女の擬態をとり、興味を持って近づいてくる人間を捕らえ養分としていた。
その際にブルーと出会い、行動を共にする恋人となる。すぐに人類を絶滅させるつもりだったが、ブルーとの出会いで人間に興味を持ち、捕らえては奴隷として働かせていた。相手を徹底的に絶望させ、痛めつけるというサディスティックな性格をしている。
根城としていた薔薇の牙城にて、ロックの能力によりブルー共々に切り捨てられ、敗北。だが死の瞬間、ローズは自分の肉体と薔薇の悪魔たちを切り離し、かろうじて消滅を逃れる。代償として下半身を失い、また力も大きく削がれることとなってしまった。戦いの後にブルーと共にその場を去るが、最終巻にて再び登場。
負傷を癒した後は、ブルーと一緒にマキアート王立学院へと転入する。力も配下も失ったことで人間と争う気をなくしてしまい、ブルーと一緒に静かに暮らすことを望んでいる。
以後は完全に味方となり、カイザーとの戦いに加わり最後まで戦い抜き負傷するも生還した。
何かとセヴィリアの恋愛に口を出す。
薔薇世紀（ローズ）
全ての薔薇術を自由に操作できる能力。セヴィリアの戴冠を上回る制御力を持っている。ほか、自分の頭髪を牙のついた触手に変形させ、標的を喰らう事が可能。
ブルースウィック・インフェルノ
通称ブルー。マキアート王立学院に所属し、主人公ロックの友人。知将としてセヴィリアの傍らに立ち、理路整然としたクールな態度で仕えている。
その正体は、93年前にクイーンと出会い恋人となった少年。以後年を取ることなく生きている。ロックや学院の同僚は友人と思っているが、恋人であるクイーンを守るために討伐隊の内通者となる。薔薇術師としての能力はないが、ローズとの交信ができる。また、薔薇の悪魔の位置を探知することも可能。
薔薇の牙城にてロックに片腕を切り落とされたが、元通りに戻っている模様。ローズと共に傷を癒した後は、マキアート王立学院へと戻る。彼の裏切りはロックたちが口外していないため、露見することなく皆に受け入れられた。
ロックも今でもブルーを友人だと思っており、クイーンを守ろうとした彼の気持ちを自分と同じだと考え怨んですらいなかった。
サウジス・ギット
階級は男爵。マキアート王国の執政官。典型的な成金趣味かつ自己保身の塊のような男性。だが、知能は高く、自分に歯向かう者には理路整然とした理屈理論で追い詰め、失脚させる。
既に人間を見限って薔薇の悪魔の手先となっており、肉体は薔薇の悪魔の細胞で生成されている。背中から薔薇のツタを無数に伸ばし、獲物を捕らえたり貫いたりできる。ツタ自体の膂力も高く、ちょっとした建物なら簡単に崩壊させることが可能。
薔薇の悪魔となったが、仕えているのはクイーンではなく、クイーンに代わって新たに薔薇の悪魔の頭脳となったカイザーである。ロックの薔薇術によって切り捨てられ死亡した。
カイザー
常にクイーンの傍らに立ち、臣下然と仕えていた薔薇の悪魔。山羊のような頭に雄偉な体躯を持つ、人型に近い容姿をしている。
元々は自我を持たない尖兵としてローズ･クイーンに仕えていたが、彼女がロックに敗北したことで支配から逃れる。そして自我を持った彼は自分の中に眠る「闘争心」に気づき、人間との戦争を望んだ。手始めにマキアート王国の執政官サウジスを傀儡とし、薔薇の悪魔へと変貌させた。そして最終巻にて王都への侵攻を開始。多数のバラの悪魔を率いて人間たちに決戦を挑んだ。クイーンは彼を自分の子供のように思っている節があったが、カイザー自身はクイーンを完全に見限っており余計な存在としか見ていなかった。
自分の能力を最大限に生かせる手段として、薔薇の悪魔の体組織を持つセヴィリアの組織と同化させ、彼女の肉体を奪い取った。同化後については下記を参照。
セヴィリアとの同化体
ローズに代わって薔薇の悪魔の頭脳となったカイザーと、マキアート王国王女にして薔薇の悪魔の組織を持つセヴィリアが同化した姿。肉体だけではなく、セヴィリアの精神もカイザー自身に近いことがあり選ばれた。身体のベースはセヴィリアだが、背中には漆黒の巨大な両翼が生え飛行が可能。顔付きも酷薄なものへと変貌している。
ロックを追い詰めるが、彼の声に応えたセヴィリアによって行動を阻まれてしまい、肉体の支配権を取り戻されてしまった。それが仇となり、ロックの能力によってセヴィリアに寄生したカイザーの組織だけを切り落とされてしまい、敗北する。
負傷した後はロックの肉体を乗っ取ろうとしたが、「壊すために戦う意思」ではロックの「守るために戦う意思」とは同調ができず、最期はロックの精神から「もう諦めろよ」と敗北を突きつけられ、静かに消滅していった。
獄炎（ゲヘナ）
セヴィリアの激情を、カイザーが全てを焼き払う炎として顕現させる能力。カイザーがセヴィリアと同化したことで使用が可能となった。命名したのはカイザー。だが全てを焼き払う炎も、ロックとセヴィリアの力には敵わなかった。

## 評価
第5回MF文庫Jライトノベル新人賞にて佳作を受賞した（受賞時のタイトルは「ローズウィザーズ」）同賞で審査員を務めた清水マリコは本作を以下のように評している。

## 既刊一覧
- 三門鉄狼（著）・白田太（イラスト） 『ラグナ・クラウン』 メディアファクトリー〈MF文庫J〉、全3巻
  1. 2009年11月25日発売[2]、ISBN 978-4-8401-3091-2
  2. 2010年2月25日発売[3]、ISBN 978-4-8401-3184-1
  3. 2010年5月25日発売[4]、ISBN 978-4-8401-3300-5